# Международни карти за химическа безопасност
Международни карти за химическа безопасност (рус. Международные карты химической безопасности, англ.International Chemical Safety Cards) са група от международни стандарти (карти), определящи опасните химически вещества в бита и промишлеността.
Стандартът е съставен от групи от данни, най-често представени в табличен вид. Различните графи дават информация за: данни за физико-химичните свойства, нивата на опасност от вещества, симптоми на остра и хронична интоксикация, опасности за околната среда, мерки за безопасност и първа помощ при отравяне, както и условия за съхранение и изхвърляне. Международният стандарт съдържа 1776 химични елемента, описание на тяхното вредно въздействия при контакт с човек и символи, с които се обозначава тяхната безопасност.